# Inorganic Syntheses
Inorganic Syntheses ist eine Buchreihe, die eigenen Angaben zufolge „detaillierte und narrensichere“ Verfahren für die Synthese anorganischer Verbindungen veröffentlicht. Obwohl die Buchreihe regelmäßigen Bearbeitungen unterliegt, wird sie meist wie eine Zeitschrift ohne Angabe des Autors oder Prüfers referenziert. Ein ähnliches Format wird für die Reihe Organic Syntheses verwendet.

## Ausgaben
| Ausgabe (Jahr) | ISBN          | Bearbeiter, Zugehörigkeit                                                                                    |
| -------------- | ------------- | --- |
| 1 (1939)       | N. V.         | Harold Simmons Booth, Western Reserve University                                                             |
| 2 (1946)       | N. V.         | W. Conard Fernelius, Syracuse University                                                                     |
| 3 (1950)       | N. V.         | Ludwig F. Audrieth, University of Illinois at Urbana-Champaign                                               |
| 4 (1953)       | N. V.         | John C. Bailar junior, University of Illinois at Urbana-Champaign                                            |
| 5 (1957)       | N. V.         | Therald Moeller, University of Illinois at Urbana-Champaign                                                  |
| 6 (1960)       | N. V.         | Eugene G. Rochow, Harvard University                                                                         |
| 7 (1963)       | N. V.         | Jacob Kleinberg, University of Kansas                                                                        |
| 8 (1966)       | N. V.         | Henry F. Holtzclaw, Jr., University of Nebraska                                                              |
| 9 (1967)       | N. V.         | S. Young Tyree, Jr., College of William & Mary                                                               |
| 10 (1967)      | N. V.         | Earl Muetterties, E. I. du Pont de Nemours & Company                                                         |
| 11 (1968)      | N. V.         | William L. Jolly, University of California, Berkeley                                                         |
| 12 (1970)      | 07-048517-8   | Robert W. Parry, University of Utah                                                                          |
| 13 (1972)      | 07-013208-9   | Frank Albert Cotton, Massachusetts Institute of Technology                                                   |
| 14 (1973)      | 07-071320-0   | Aaron Wold, Brown University John K. Ruff, University of Georgia                                             |
| 15 (1974)      | 0-07-048521-6 | George W. Parshall, E. I. du Pont de Nemours & Company                                                       |
| 16 (1976)      | 0-07-004015-X | Fred Basolo, Northwestern University                                                                         |
| 17 (1977)      | 0-07-044327-0 | Alan MacDiarmid, University of Pennsylvania                                                                  |
| 18 (1978)      | 0-471-03393-6 | Bodie E. Douglas, University of Pittsburgh                                                                   |
| 19 (1979)      | 0-471-04542-X | Duward F. Shriver, Northwestern University                                                                   |
| 20 (1980)      | 0-471-07715-1 | Daryle H. Bush, Ohio State University                                                                        |
| 21 (1982)      | 0-471-86520-6 | John P. Fackler, Jr., Case Western Reserve University                                                        |
| 22 (1983)      | 0-471-88887-7 | Smith L. Holt, Jr., Oklahoma State University                                                                |
| 23 (1985)      | 0-471-81873-9 | Stanley Kirschner, Wayne State University                                                                    |
| 24 (1986)      | 0-471-83441-6 | Jean’ne M. Shreeve, University of Idaho                                                                      |
| 25 (1989)      | 0-471-61874-8 | Harry R. Allcock, Pennsylvania State University                                                              |
| 26 (1989)      | 0-471-50485-8 | Herbert D. Kaesz, University of California, Los Angeles                                                      |
| 27 (1990)      | 0-471-50976-0 | Alvin P. Ginsburg, AT&T Bell Laboratories                                                                    |
| 28 (1990)      | 0-471-52619-3 | Robert J. Angelici, Iowa State University                                                                    |
| 29 (1992)      | 0-471-54470-1 | Russell N. Grimes, University of Virginia                                                                    |
| 30 (1995)      | 0-471-30508-1 | Donald W. Murphy, AT&T Bell Laboratories Leonard V. Interrante, Rensselaer Polytechnic Institute             |
| 31 (1997)      | 0-471-15288-9 | Alan H. Cowley, University of Texas at Austin                                                                |
| 32 (1998)      | 0-471-24921-1 | Marcetta Darensbourg, Texas A&M University                                                                   |
| 33 (2002)      | 0-471-20825-6 | Dimitri Coucouvanis, University of Michigan                                                                  |
| 34 (2004)      | 0-471-64750-0 | John R. Shapley, University of Illinois at Urbana-Champaign                                                  |
| 35 (2010)      | 0-471-68255-4 | Thomas B. Rauchfuss, University of Illinois at Urbana-Champaign                                              |
| 36 (2014)      | 1-118-74487-1 | Alfred P. Sattleberger, Argonne National Lab Gregory S. Girolami, University of Illinois at Urbana-Champaign |
| 37 (2018)      | 9781119477822 | Philip P. Power, University of California, Davis                                                             |